# Иулиания Болонская
Иулиания (умерла в 435) — святая, праведница из Болоньи. День памяти — 7 февраля.
Святая Иулиания, мать четверых детей, окормлялась святым Амвросием Медиоланским. Решив стать священником, муж святой Иулиании попросил освободить его от супружеских уз. Воспитав детей, святая Иулиания посвятила себя заботам о помощи бедным.